# Pere Joan Comes
Pere Joan Comes (Barcelona, 1562 - ídem, 1621) fou un arxiver, cronista i canonge interessat per transmetre els costums dels seus contemporanis. La divulgació de documents municipals secrets li ocasionà un procés i la condemna a presó, la qual, per ésser tonsurat, pogué complir en forma canònina i durant poc temps. El seu llibre més famós fou  Llibre d'algunes coses assenyalades (1583), on per exemple descriu amb detall, dia a dia, el procés que es desencadena per celebrar la festa dle Corpus Christi a Barcelona.